# Noches de cantina
Noches de cantina es el décimo álbum de estudio lanzado por la banda mexicana de pop rock Maná fue lanzado oficialmente el 29 de mayo de 2025 siendo el primero desde cama incendiada, lanzado en 2015. El álbum cuenta con nuevas versiones de éxitos de la banda, en colaboración con Carín León, Christian Nodal, Alejandro Fernández, Pablo Alborán, Edén Muñoz, Sebastián Yatra, Joy Huerta (de Jesse & Joy), Mabel y Marco Antonio Solís.
Los miembros de Maná han compartido su entusiasmo y visión sobre Noches de Cantina, describiéndolo como un proyecto especial que reinterpreta sus clásicos en colaboración con destacados artistas latinoamericanos. Fher Olvera, líder de la banda, mencionó que el álbum consiste en duetos realizados "muy lentamente, poco a poco con amigos latinos, a los que también les gustan las canciones de Maná", y que han creado versiones "más como a la mexicana".
Originalmente, con una fecha de estreno a finales de 2023, el lanzamiento del disco se vio pospuesto debido a la pandemia COVID-19.

## Sencillos

### Rayando el sol
«Rayando el sol», primer éxito en la carrera de Maná incluido en el álbum Falta amor (1990), fue relanzado oficialmente el 12 de abril de 2019 en una nueva versión interpretada junto al cantautor español Pablo Alborán. La colaboración surgió tras la interpretación de la canción por parte de Alborán durante la 19.ª entrega anual de los Premios Grammy Latinos, en la cual Maná fue reconocida como Persona del Año. Posteriormente, Fher Olvera interpretó el tema junto a Alborán el 16 de marzo de 2019 durante su gira Prometo.El video musical, estrenado simultáneamente con el sencillo, fue filmado en diversas localidades de Madrid, entre ellas: La Latina, una pintoresca zona del centro de la ciudad; el bar Libertad 8, reconocido espacio cultural donde han debutado numerosos artistas españoles; el restaurante Sobrino de Botín, considerado el más antiguo del mundo según el Récord Guinness; y el teatro El Principito, donde se grabó una presentación en vivo con público. La canción fue nominada en las categorías de Video del Año, Canción Pop/Rock del Año y Colaboración del Año en la 32.ª edición de los Premios Lo Nuestro.

### No ha parado de llover
«No ha parado de llover» originalmente incluida en su álbum de 1995 Cuando los ángeles lloran. En 2019, la banda decidió regrabar este tema junto al cantante colombiano Sebastián Yatra. La idea surgió cuando ambos artistas se conocieron en la gala “Persona del Año 2018” de los Latin Grammy, donde Yatra interpretó el tema y surgió una amistad profesional.  El sencillo fue mundialmente estrenado el 1 de noviembre de 2019. El video musical, dirigido por Pablo Croce y filmado en locaciones naturales de Los Ángeles, Estados Unidos,  fue estrenado de forma simultánea; en el mismo, se hace conciencia sobre el mandar mensajes y manejar al mismo tiempo, mismo que es una de las causas principales de accidentes automovilísticos. La colaboración generó numerosos comentarios positivos, resaltando la química vocal entre Yatra y Maná, fue reconocida en la temporada de premios latinos. En 2021 obtuvo una nominación a Canción Pop del Año en Premio Lo Nuestro. Además fue postulada en los Premios Juventud 2020 en la categoría “Video con mensaje poderoso”.

### Eres mi religión
Siendo parte del álbum revolución de amor, del año 2002, «eres mi religión» tuvo una nueva versión en colaboración con Joy Huerta, del dúo de pop mexicano Jesse & Joy. La colaboración surgió por invitación de la banda a la artista considerándola “una de las mejores voces femeninas del pop en español”.

## Lista de canciones
| Noches de cantina |                                                    |                                    |                                                                          |          |  |
| N.º               | Título                                             | Escritor(es)                       | productor(es)                                                            | Duración |  |
| 1.                | «Vivir sin aire» (con Carín León)                  | Fernando Olvera                    | Fernando Olvera Orlando Aispuro Meneses Oscar Armando Díaz Sergio Vallín | 3:53     |  |
| 2.                | «Te lloré un río» (con Christian Nodal)            | Fernando Olvera                    | Fernando Olvera Sergio Vallín                                            | 3:50     |  |
| 3.                | «Mariposa traicionera» (con Alejandro Fernández)   | Fernando Olvera                    | Fernando Olvera Sergio Vallín                                            | 4:03     |  |
| 4.                | «Rayando el sol» (Con Pablo Alborán)               | Fernando Olvera Alejandro González | Fernando Olvera Alejandro González Sergio Vallín George Noriega          | 4:18     |  |
| 5.                | «Amor clandestino» (con Edén Muñoz)                | Fernando Olvera                    | Fernando Olvera Sergio Vallín                                            | 3:46     |  |
| 6.                | «No ha parado de llover» (con Sebastián Yatra)     | Fernando Olvera Alejandro González | Fernando Olvera Alejandro González Sergio Vallín George Noriega          | 4:05     |  |
| 7.                | «Eres mi religión» (con Joy Huerta)                | Fernando Olvera                    | Fernando Olvera George Noriega                                           | 4:27     |  |
| 8.                | «El reloj cucú» (Con Mabel)                        | Fernando Olvera                    | Fernando Olvera Sergio Vallín                                            | 4:16     |  |
| 9.                | «Ojalá pudiera borrarte» (con Marco Antonio Solís) | Fernando Olvera                    | Fernando Olvera George Noriega                                           | 4:32     |  |
| 37:15             |                                                    |                                    |                                                                          |          |  |